# Srebrna Góra (województwo wielkopolskie)
Srebrna Góra – wieś pałucka (dawniej miasto) w Polsce położona w województwie wielkopolskim, w powiecie wągrowieckim, w gminie Wapno. Lokalnie używana jest też nazwa wsi Srebrnogóra.
Srebrna Górka uzyskała lokację miejską przed 1458 rokiem, zdegradowana przed 1577 rokiem. W latach 1975–1998 miejscowość administracyjnie należała do województwa pilskiego.

## Historia
W Liber beneficiorum (darmowych uposażeń) arcybiskupstwa gnieźnieńskiego znalazły się opisy Wapna, Podolina, Ruśca i Srebrnej Góry, która na początku XVI wieku była jeszcze miastem i najludniejszą miejscowością okolicy, a na wojnę 13-letnią wystawiła 1 żołnierza. Tu znajdował się kościół parafialny pod wezwaniem św. Mikołaja i plebania.
Pod koniec XVIII w. Srebrna Góra należała do Józefa Radzimińskiego - sędziego ziemskiego gnieźnieńskiego, w XIX wieku zaś do rodziny Wilkońskich, a następnie Moszczeńskich.
Ostatnim polskim właścicielem Wapna i Srebrnej Góry był Stanisław Mieczkowski mąż Kazimiery z Moszczeńskich, który wykupił od teścia Bolesława Moszczeńskiego Srebrną górę.
Do 1793 r. Srebrna Góra należała do powiatu kcyńskiego. Po II rozbiorze Polski (1793 r.) znalazła się w powiecie Wągrowieckim. W okresie Księstwa Warszawskiego (1807–1812) wchodziła w skład departamentu poznańskiego. Po roku 1815 na powrót ustanowiono powiat wągrowiecki, ale odłączono od niego część obszaru na rzecz innych powiatów. Nowe zmiany administracyjne przyniósł rok 1887, kiedy utworzono powiat żniński, do którego przydzielono (do 1948) m.in. Rusiec i Srebrną Górę.
18 sierpnia 1946 roku w Srebrnej Górze urodziła się piosenkarka Irena Jarocka.

## Zespół dworski

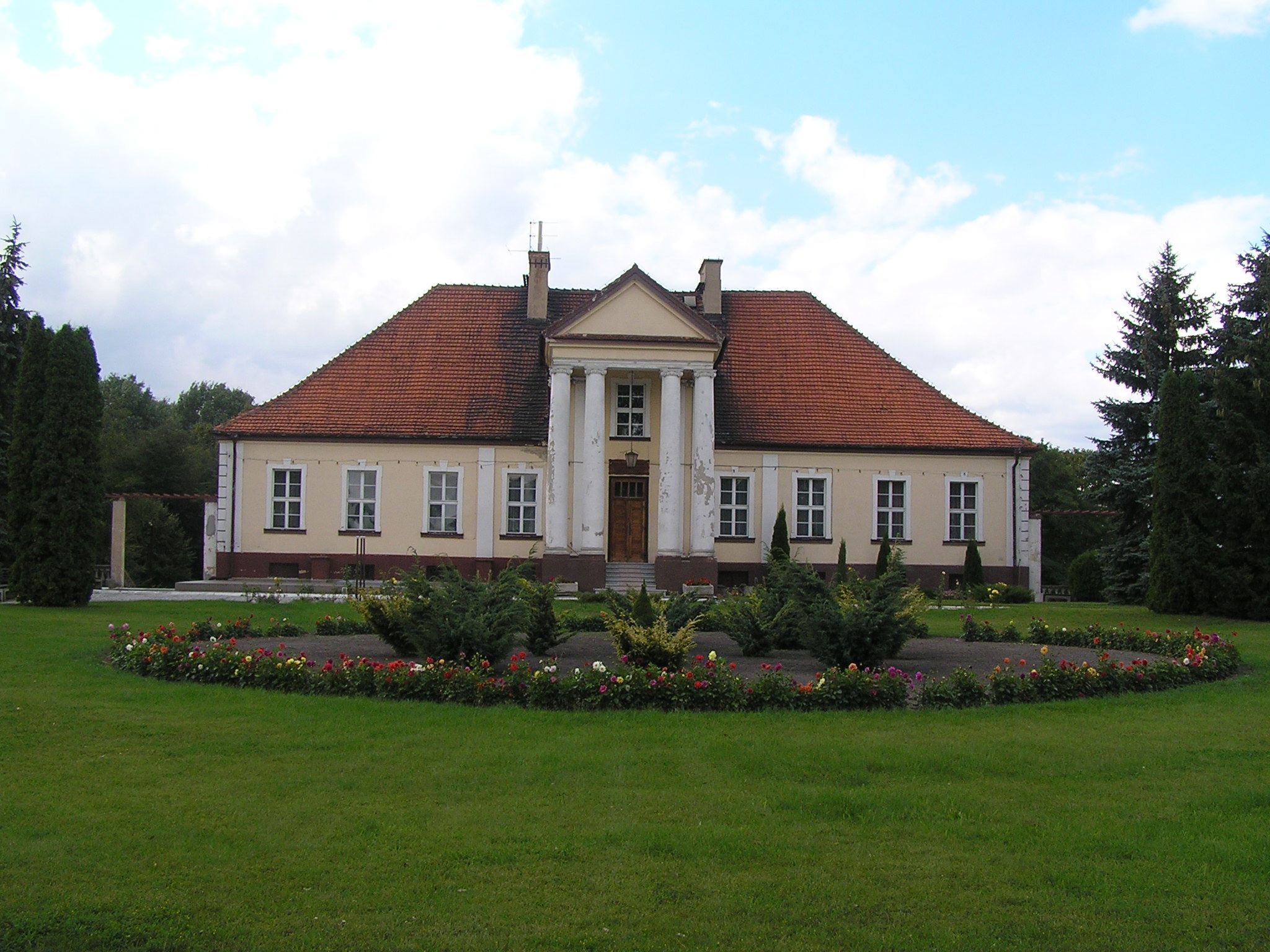
Pałac w Srebrnej Górze

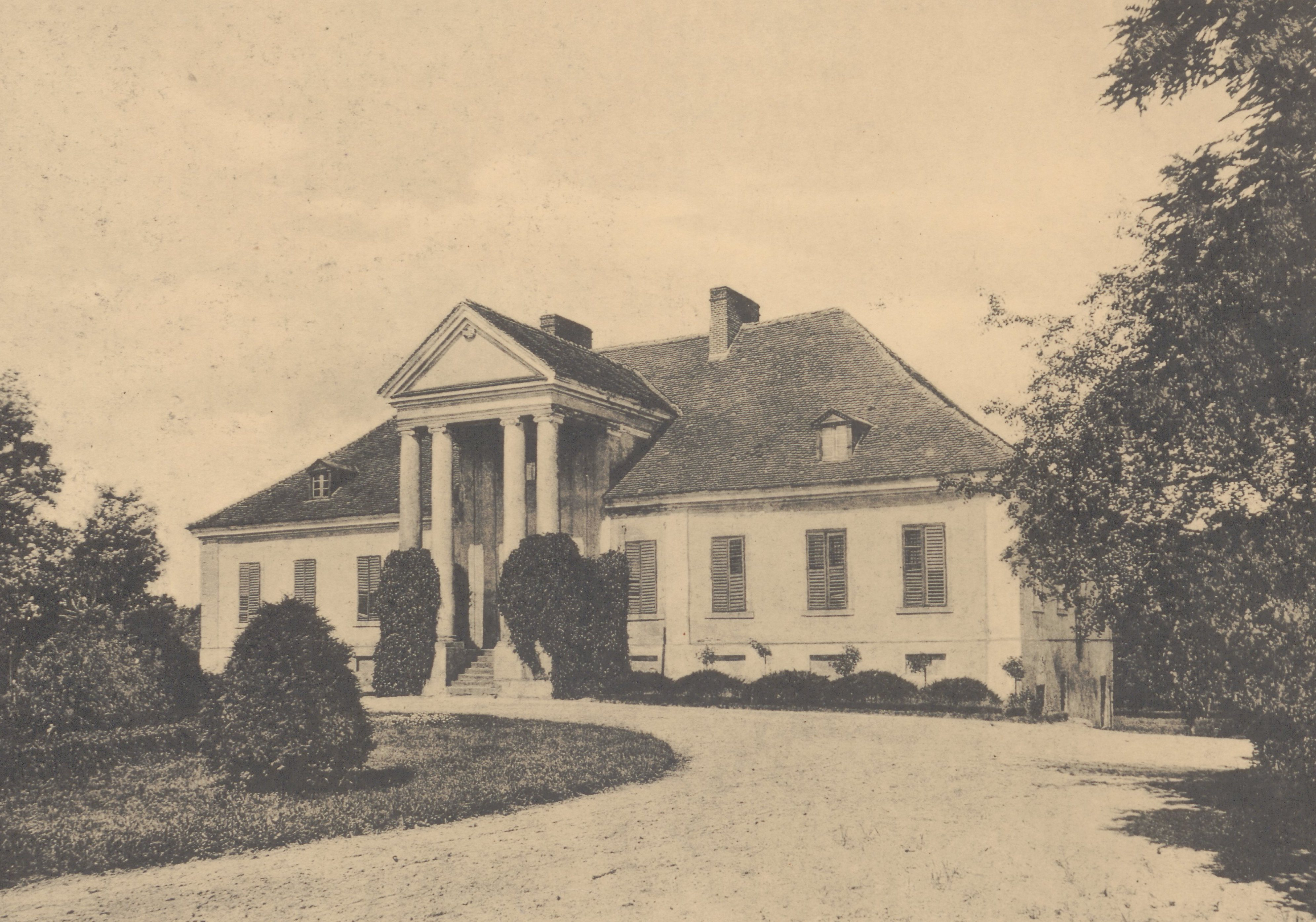
Widok pałacu przed 1912

W Srebrnej Górze znajduje się zespół dworski z końca XVII wieku. Dwór (pałac) zbudowano najprawdopodobniej krótko po 1792 r. Dwór wraz z dwiema parterowymi oficynami o czterokolumnowych portykach położony jest na wzniesieniu naprzeciw kościoła. Budynki zespołu otaczają duży dziedziniec poprzedzony architektoniczną bramą (umieszczona na niej data – 1799 r. – dotyczy raczej oficyn). Całość otacza mur oporowy z balustradą. Dwór zwrócony jest elewacją frontową na wschód i prezentuje się jako dziewięcioosiowa, parterowa budowla z portykiem kolosalnego porządku. Wysoki czterospadowy dach kryty jest dachówką. Dwie pary bardzo wysuniętych kolumn o uproszczonych jońskich kapitelach mają stosunkowo smukłe proporcje. Do sali głównej prowadzi obszerny westybul. Sala główna i pomieszczenia znajdujące się na prawo i na
lewo od niej powiązane są amfiladą. Za pałacem rozciąga się park krajobrazowy z 5 stawami. 
W budynku zespołu dworskiego mieści się obecnie Dom Pomocy Społecznej dla osób starszych. Pensjonariusze DPS biorą aktywny udział w życiu kulturalnym i zajęciach terapii zajęciowej. Wielu z nich należy do gminnego koła Związku Emerytów, Rencistów i Inwalidów.

## Kościół św. Mikołaja
Obok zespołu dworskiego znajduje się kościół parafialny pod wezwaniem św. Mikołaja. Kościół zbudowano w latach 1848–1849. Po pożarze odbudowano go z zachowaniem cech późnoklasycystycznych i eklektycznych. W sali parafialnej kościoła odbywały się najprawdopodobniej zebrania Katolickiego Towarzystwa Robotników Polskich, które działało w Srebrnej Górze w latach I wojny światowej i w okresie międzywojennym.